# Aleksey Shumakov
Aleksey Vasilyevich Shumakov (en russe : Алексе́й Васи́льевич Шумако́в, né le 7 septembre 1948 au village de Potchet, dans la région de Krasnoïarsk) est un lutteur russe qui concourait pour l'URSS.
C'est au cours de ses études de génie thermique, débutées en 1966 à l'Institut polytechnique de Krasnoïarsk , qu'il commence à s'intéresser sérieusement au sport. Il pratique d'abord la gymnastique avant de découvrir la lutte, discipline à laquelle il va se consacrer et qui va rapidement lui apporter la consécration.
Lutteur de petite taille (1.52 m) mais doté d'une force peu commune, Shumakov combat en lutte gréco-romaine dans la catégorie la plus légère, celle des super-mouches (moins de 48 kg). 
Outre plusieurs médailles d'argent obtenues aux championnats d'Europe et du monde, il remporte le championnat d'Europe en 1976 et le championnat du monde en 1977. Mais sa principale performance est le titre olympique conquis en 1976, à Montréal, en battant en finale le Roumain Gheorghe Berceanu, tenant du titre.
Shumakov a suivi par la suite des études consacrées au sport et à l'éducation physique et a occupé diverses fonctions dans ce domaine d'activité, y compris d'entraîneur de lutte-gréco-romaine au niveau de la région de Krasnoïarsk. 
Lieutenant colonel de l'Armée rouge, Maître émérite du sport de l'URSS, titulaire de l'Ordre de l'Insigne d'honneur, il est également citoyen d'honneur de la ville de Krasnoïarsk, où il s'est établi et où un tournoi de lutte à l'intention de la jeunesse a été créé à son nom.